# Fundació Suñol
La Fundació Suñol és una entitat privada a Barcelona que mostra la col·lecció d'art contemporani propietat de Josep Suñol, formada per més de 1.200 obres d'art. Proporciona una visió àmplia de la creació artística dels darrers quaranta anys del segle xx. Al mateix temps, la fundació impulsa un projecte que afavoreix la producció artística contemporània i la seva difusió. Va ser oberta al públic el 2007.

## Col·lecció Josep Suñol
Josep Suñol va iniciar la seva col·lecció a final dels anys seixanta amb obres de les avantguardes històriques d'artistes com Picasso, Miró, Man Ray o Tàpies. Gràcies a la seva amistat amb Fernando Vijande, fundador de la Galería Vandrés de Madrid, va estar en contacte directe amb les noves tendències artístiques de la generació posterior, tot adquirint obra de Gordillo, Solano, Zush, Pérez Villalta, Villalba, Llimós o Boetti. Des d'aleshores i fins al 2008, Josep Suñol ha mantingut una dinàmica d'adquisició constant, incorporant sempre nous artistes.
La col·lecció compta amb uns fons que sobrepassa les 1.200 obres, 454 de les quals estan realitzades damunt paper i unes 180 més damunt tela; 325 escultures en diversos materials, i la resta correspon a obres executades amb els procediments més variats. En total, més de dos cents artistes són presents a la col·lecció i Espanya és el país amb el major percentatge (un 60%, el 38% del qual correspon a artistes de Catalunya). El segon país és Itàlia, seguit dels Estats Units. Segons l'any de realització, és remarcable que la majoria d'obres corresponen a la dècada compresa entre 1970 i 1979, a la qual pertanyen 488 peces.
Des de la seva creació, la fundació articula l'exposició pública de la col·lecció en dos eixos principals. El primer pren la col·lecció com a únic punt de partida i exposa, de manera permanent però rotativa, una selecció de peces emblemàtiques que permeten un recorregut per l'art del segle xx que pot estar plantejat de forma cronològica o temàtica. El segon eix es basa en exposicions individuals d'artistes vinculats a la col·lecció, proposant una anàlisi en profunditat dels processos de treball de cadascú d'ells.
Josep Suñol, tanmateix, no va voler fer una col·lecció només amb obra d'artistes reconeguts, sinó també amb creadors del moment, el qual va configurar un conjunt artístic que segueix el decurs de quaranta anys ininterromputs de creació.

### Els artistes
La Col·lecció Josep Suñol està formada per obres d'artistes molt representatius de l'art del segle xx, tant estrangers com del país. Compta amb obra de Richard Avedon, Miquel Barceló, Alighiero Boetti, Georges Braque, Joan Brossa, Alexander Calder, Francesc Català Roca, Eduardo Chillida, Equipo Crónica, Salvador Dalí, Lucio Fontana, Pablo Gargallo, Luis Gordillo, Joan Hernández Pijuan, Joan Miró, Man Ray, Henry Moore, Pablo Palazuelo, Jaume Plensa, Pablo Picasso, Arnaldo Pomodoro, Antonio Saura, Sean Scully, Antoni Tàpies, Manolo Valdés, Andy Warhol i Porta-Zush, Jean Arp, Giacomo Balla, Tom Carr, Christo, Juli González, Allen Jones, Eva Lootz, Manuel Millares, Fina Miralles, Miquel Mont, Antoni Muntadas, Carles Pazos, Robert Smith o Alicia Vela Cisneros, entre molts d'altres.